# سفارة إيران في سويسرا
سفارة إيران في سويسرا هي أرفع تمثيل دبلوماسي لدولة إيران لدى سويسرا. تقع السفارة في برن وهي تهدف لتعزيز المصالح الإيرانية في سويسرا.

## وصلات خارجية
- قائمة سفارات إيران
- قائمة السفارات في سويسرا